# Paraspadella caecafea
Paraspadella caecafea är en djurart som tillhör fylumet pilmaskar, och som först beskrevs av von Salvini-Plawen 1987.  Paraspadella caecafea ingår i släktet Paraspadella och familjen Spadellidae. Inga underarter finns listade i Catalogue of Life.